# 恒安国際
恒安国際（こうあんこくさい、英語: Hengan International、中国語: 恆安國際）は、中国トイレタリー大手企業である。中国国内でナプキン、紙おむつ、スキンケアなど家庭向け衛生用品の生産と販売に従事している。福建省や広東省を中心にビジネスを展開し、生理用ナプキンの「安楽」、「安爾楽」と紙おむつ「安児楽」、「安而康」などブランドで知られている。国内でずっとトップ地位を持ち、中国版のプロクター・アンド・ギャンブルと呼ばれている。
1985年、会長施文博と最高経営責任者許連捷によって設立された。1998年、香港に上場した。2011年、香港ハンセン指数の構成会社へ加入された。